# Sanitz
Sanitz ist eine amtsfreie Gemeinde im Nordosten des Landkreises Rostock in Mecklenburg-Vorpommern (Deutschland). Sie bildet für ihre Umgebung ein Grundzentrum.

## Geografie

### Geografische Lage
Sanitz liegt 17 km östlich von Rostock.

### Gemeindegliederung
Zur Gemeinde gehören folgende Ortsteile:
|                                                                   |                                                                                |                                                     |                      |
| - Groß Freienholz - Groß Lüsewitz - Gubkow - Hohen Gubkow - Horst | - Klein Freienholz - Klein Wehnendorf - Neu Kokendorf - Neu Wendorf - Niekrenz | - Oberhof - Reppelin - Sanitz - Teutendorf - Vietow | - Wendfeld - Wendorf |

## Geschichte

### Sanitz
Sanitz wurde als „Zaniz“ (= „Hasenort“, slawisch) im Jahr 1256 erstmals als Kirchdorf urkundlich erwähnt (als Nachweis der Zuweisung der Dorfkirche Dänschenburg als Sanitzer Tochterkirche).Eine erste urkundliche Erwähnung rührt aus dem Jahre 1248 als ein gewisser Bruder Henrykus de Seynitz( gemeint ist Heinrich aus Sanitz) als Zeuge in einer Urkunde des Fürsten Heinrich Borwin von Rostock namentlich erwähnt wird. Eine erste urkundliche Erwähnung fand die Kirche Sanitz im Zusammenhang mit einem Vertrag vom 2. Juni 1291, in dem Heinrich von Werle dem Bischof von Schwerin gegenüber seinem Mündel Nikolaus von Rostock das Patronatsrecht sicherte, das seitdem vom Landesherrn gehalten wurde. Als Vasallen waren im 14. Jahrhundert verschiedene Familien verzeichnet, so der Rostocker Bernhard Kopmann, Ritter Siegfried von Plön, Reimar von Wedel, der Rostocker Ratsherr Dietrich Horn, sein Sohn, der Bürgermeister Dippold Horn. Im Zuge der Christianisierung Mitte des 11. Jahrhunderts gelangte das Dorf in den Besitz des Klosters Doberan, zu dem es bis zur Reformation gehörte. Nach der Säkularisation wurde es 1552 als herzogliche Domäne dem Amt Ribnitz unterstellt und in den folgenden Jahrhunderten an verschiedene Familien verpachtet. Das Pfarrhaus – ein sanierter Fachwerkbau – stammt von 1780, die alte Schmiede wurde 1798 als alte Erbschmiede erwähnt. 1879 wurde das Dorf dem Amt Toitenwinkel unterstellt.1895 wurde Sanitz Eisenbahnknotenpunkt der Friedrich Franz Eisenbahn, die vom Rostocker Lloyd-Bahnhof über Sanitz nach Triebsees in Vorpommern und eine weitere Linie nach Tessin führte. Mit der verkehrstechnische Erschließung begann ab 1900 der wirtschaftliche Aufschwung des Ortes.
Von 1952 bis 1994 gehörte Sanitz zum Kreis Rostock-Land (bis 1990 im DDR-Bezirk Rostock, danach im Land Mecklenburg-Vorpommern). 1994 wurde die Gemeinde in den Landkreis Bad Doberan eingegliedert. Seit der Kreisgebietsreform 2011 liegt Sanitz im Landkreis Rostock und ist eine amtsfreie Gemeinde, bestehend aus den Orten Groß Freienholz, Groß Lüsewitz, Gubkow, Hohen Gubkow, Horst, Klein Freienholz, Klein Wehnendorf, Neu Kokendorf, Neu Wendorf, Niekrenz, Oberhof, Reppelin, Sanitz, Teutendorf, Vietow, Wendfeld und Wendorf.
Herausragende Persönlichkeiten sind der in Teutendorf geborene Komponist Friedrich von Flotow und der Arzt, Ingenieur und Maschinenbau-Unternehmer Dr. Ernst Alban, der Anfang des 17. Jahrhunderts auf Gut Klein Wehnendorf die erste Mecklenburgische Maschinenbauanstalt eröffnete.

### Ortsteile
Groß Freienholz, war vormals mit einem staatlichen Forsthof, 22 ha groß, ausgestattet, deren Leitung ein Oberförster als Nutznießer innehatte. Hinzu kam auf dem Gemeindegebiet ein privater landwirtschaftlicher Betrieb mit 36 ha.
Groß Lüsewitz, war früher ein Gutsdorf, bis in das 15. Jahrhundert in den Händen der alten Familie von Tulendorf. Über einen Vergleich nach 1513 u. a. mit Christina von Tulendorf gelangt der Ort an den Rat Dietrich von Bevernest. 1674 erwirbt es der Hauptmann Hans Rudolph von Grabow, es folgt der Landrat Bogislaw Ernst von Petersdorff, 1732 in Rechtsnachfolge ein Oberst und späteren Generalmajor von Zülow. Damals gehören Klein Lüsewitz und Groß Lüsewitz einem Gutsherrn. Bis 1809 gehört ein Teil des Besitzes der briefadeligen Familie von Boeckmann und es folgt die Familie Biermann, die 1889 den Homagial-Eid auf den Landesherrn ablegen. Ende 19. Jahrhundert wird auf dem Gut ein neues Schloss Groß Lüsewitz errichtet. Die letzten Eigentümer, Gutsgröße 943 ha, vor der Bodenreform 1945 stellt die Familie Thyssen, hier Nachfahren des Joseph Thyssen, den Sohn Hans Thyssen (1890–1943), respektive dem Enkel Hans Eberhard Thyssen (1919–2019). Heute steht das Ensemble unter Denkmalschutz.
Gubkow: Dorf mit vormaligen Lehngut, 953 ha, sowie Nebengut in Neu Kokendorf, gehörte in den 1920er Jahren der Mecklenburgischen Landgesellschaft GmbH mit Sitz in Schwerin.
Hohen-Gubkow: wird in alten Schriften als Ort mit einem Lehngut und einem dazugehörigen Torfmoor geführt, in bürgerlichen Besitz.
Horst: War 1804 eingepfarrt in Sanitz. 1924 gehörte ein kleines Gut in Horst dem Landwirt Friedrich Fischer. 1988 fanden Untersuchungen im Horster Torfmoor statt.
Klein Wehnendorf: früher Wehnendorf, war ein Gutsdorf. Gutsbesitzer waren u. a. die Familien Otto von Preen (ab 1621), du Puits (ab 1695), von Hammerstein (ab 1798), von Qualen (ab 1800), von Lowtzow (ab 1801), Schütz (ab 1804) und Stever (1814–1936/38) (siehe u. a. auch bei Niekrenz und Vietow).
Neu Wendorf wurde offiziell (vorher Wendorf) seit 1810 so benannt. Das Gutshaus Neu Wendorf wurde 1805 gebaut.
Niekrenz: Gut u. a. der Familien du Puits (1695–1798), von Levetzow (Lowtzow) (ab 1801) und Stever (1813–1945); zweigeschossiges, 12-achsiges Gutshaus von nach 1878.
Oberhof: hier gab es einen großen landwirtschaftlichen Betrieb der Familie Thormann, mit 93 ha. Des Weiteren bestanden mindestens drei Büdnereien, die in den 1930er Jahren Landflächen zum Bau der Eisenbahnstrecke von Sanitz nach Tessin abgeben mussten, ebenso galt dies für Teile des Gemeindelandes.
Reppelin: die Ortschaft wurde 1256 als „Slauicali Repelin“, also „Slawisch Repelin“, ersterwähnt. Das Dorf mit altem Gut entwickelte sich stetig. Das Gut selbst gehörte zunächst verschiedenen uradeligen Familien. Dann folgte weit vor 1824 der Domainenrat Diederich (Dietrich) Frisch, seine Vorfahren stammten aus Franken. 1819 erhielt er mit seiner Frau Anna Regina Wiese aus Rostock den bayrischen Adel und als meckl.- schwerin. Lehnsvasall 1820 die Anerkennung des Adels für Mecklenburg, als von Frisch. Dies galt auch für seine beide, Adoptivsöhne, seinen Neffen Ewald von Frisch sowie Leopold von Frisch, Söhne des Martin Leopold Amadeus von Frisch und der Christiane Charlotte Zingel. Das Erbe ging an Ewald von Frisch. 1832 gelangt das Gut in bürgerliche Hände, Familie Nahmmacher, dann an den Gutspächter Julius Koch, 1870 an Familie Düsing, 1896 wird es freies (allod) Eigentum des LandwirtesCarl Hubert Flügel. 1927 kam es mit der Erwerbung des ritterlichen Besitzes durch die Kultur- und Siedlungsgesellschaft zu einer Neuaufteilung in der Gemeinde, mit Siedlern aus Baden und Württemberg, sowie u. a. aus Hessen.
Teutendorf: Gutsbesitzer waren u. a. die Familien von Koppelow (ab 1692), von Flotow (ab 1793), von Qualen (ab 1802), von Zepelin (ab 1803), von Flotow (ab 1811), Paetow (ab 1894) und Floto (1903–1945). Das klassizistische Gutshaus stammt von um 1800. Der Opernkomponist Friedrich von Flotow ist hier 1812 geboren. Nach 1945 nutzte die LPG das Gebäude, das die Familie von Flotow nach 1990 wieder erwarb und 2000 sanierte.
Vietow: Gutsbesitzer waren u. a. die Familien Depuits, auch de Puits (ab 1695), Freiherr von Hammerstein (ab 1798), von Qualen (ab 1800), von Sperling (ab 1813) und Grafen von Bassewitz (-Behr) (1838–1945).
Wendfeld: Geht als Gründung auf den einen Hof zurück, zwischen 1814 und in amtlichen Schriften 1817, ursprünglich kirchlicher Besitz. Erster Besitzer mehrerer zusammengefasster Flächen ist die Familie von Flotow, über sieben Generationen. Der Hof ist freier Besitz, erlangt aber keine vollständige Anerkennung eines Lehn- oder Rittergutes und wurde in den 1920er Jahren unter dem Amt Rostock geführt. Die Größe ist mit 370 ha beziffert, Eigentümer damals Albrecht Münster-Schultz, Pächter Hans Schulz. Der Eigentümer ist noch 1937 und 1944 nachgewiesen. Münster-Schultz war auch lange im Fernost-Geschäft eingebunden.

### Eingemeindungen
- 22. Juli 1961: Wendorf nach Reppelin
- 10. Oktober 1965: Teutendorf
- 1. Oktober 1997: Groß Lüsewitz[27]
- 1. Oktober 1997: Reppelin[27]
- 1. Dezember 1997: Niekrenz[27]

### Burgwall

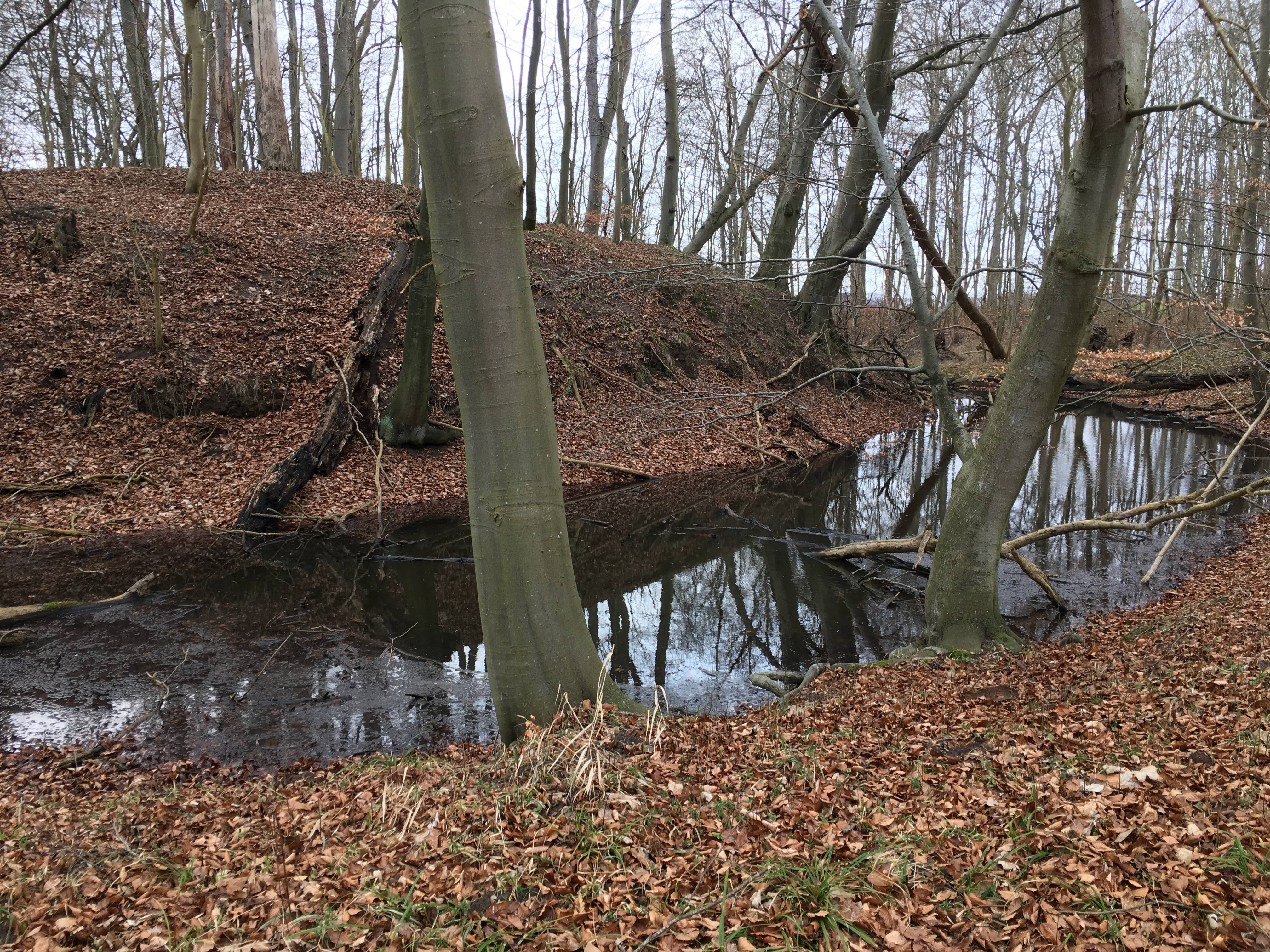
Katswall

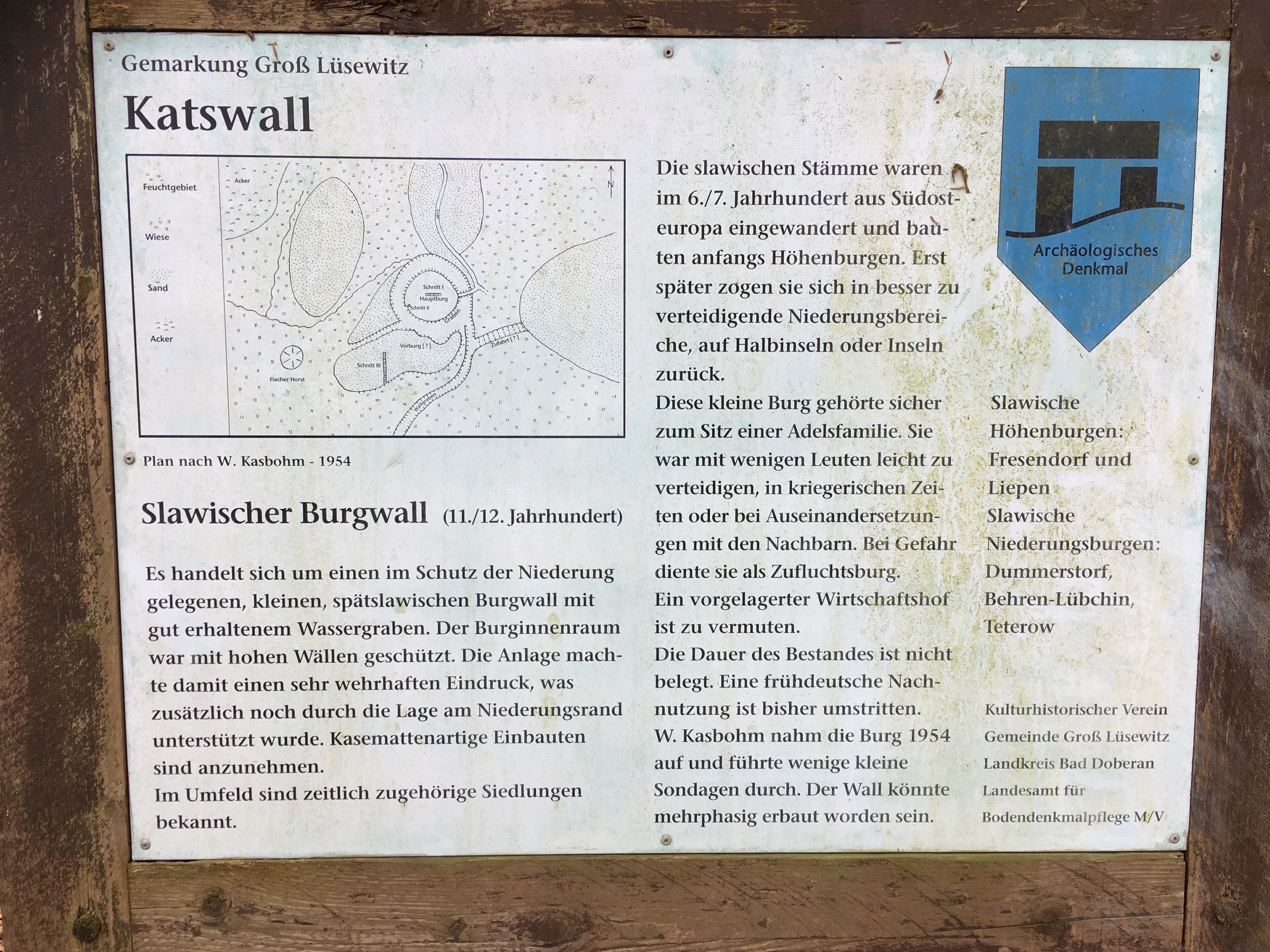
Plan nach Kasbohm – 1954

Bereits 1883 wurde der jungslawische Burgwall „Katswall“ 500 m südlich des Ortes Groß Lüsewitz entdeckt. Nach neueren Einschätzungen handelt es sich bei dem Bodendenkmal möglicherweise doch nur um eine einfache slawische Siedlung auf einer natürlichen Anhöhe. W. Kasbohm nahm die Burg 1954 auf und führte Sondagen durch.

## Bevölkerung
| Jahr | Einwohner |
| ---- | --------- |
| 1990 | 2590      |
| 1995 | 3224      |
| 2000 | 5878      |
| 2005 | 5910      |
| 2010 | 5780      |
| 2015 | 5749      |

| Jahr | Einwohner |
| ---- | --------- |
| 2020 | 6310      |
| 2021 | 6372      |
| 2022 | 6564      |
| 2023 | 6626      |

Stand: 31. Dezember des jeweiligen Jahres
Der starke Anstieg der Einwohnerzahl im Jahr 2000 ist auf die Eingemeindung von drei Orten im Jahr 1997 zurückzuführen.

## Politik

### Gemeindevertretung
Die Gemeindevertretung von Sanitz besteht entsprechend der Einwohnerzahl der Gemeinde aus 19 Mitgliedern. Die Kommunalwahl am 9. Juni 2024 führte bei einer Wahlbeteiligung von 68,5 % zu folgendem Ergebnis:
| Partei / Wählergruppe           | Stimmenanteil 2019 | Sitze 2019 |  | Stimmenanteil 2024 | Sitze 2024 |
| ------------------------------- | ------------------ | ---------- |  | ------------------ | ---------- |
| CDU                             | 52,4 %             | 10         |  | 44,9 %             | 9          |
| AfD                             | –                  | –          |  | 17,2 %             | 1          |
| SPD                             | 11,3 %             | 2          |  | 16,0 %             | 3          |
| Die Linke                       | 23,8 %             | 4          |  | 12,1 %             | 2          |
| Einzelbewerber Gunnar Möller    | 04,0 %             | 1          |  | 02,8 %             | 1          |
| Einzelbewerber Niels Amborski   | –                  | –          |  | 02,3 %             | 1          |
| FDP                             | –                  | –          |  | 02,1 %             | –          |
| Einzelbewerber Martin Borgwardt | –                  | –          |  | 02,0 %             | –          |
| Einzelbewerber Daniel Amborski  | –                  | –          |  | 00,7 %             | –          |
| Einzelbewerber Jan Charborski   | 03,4 %             | –          |  | –                  | –          |
| Einzelbewerber Andreas Möller   | 03,1 %             | –          |  | –                  | –          |
| Einzelbewerber Lutz Hamann      | 02,1 %             | –          |  | –                  | –          |
| Insgesamt                       | 100 %              | 17         |  | 100 %              | 17         |

Bei der Wahl 2024 entfielen auf die AfD drei Sitze. Da sie nur einen Kandidaten aufgestellt hatte, bleiben in der Gemeindevertretung zwei Sitze unbesetzt.

### Bürgermeister
- 1990–2019: Joachim Hünecke (FDP)
- seit 2019: Enrico Bendlin (CDU)

Bendlin wurde in der Bürgermeisterstichwahl am 17. Februar 2019 mit 53,2 % der gültigen Stimmen für eine Amtszeit von sieben Jahren gewählt.

### Wappen
Das Wappen wurde am 1. November 1995 durch das Innenministerium genehmigt und unter der Nr. 92 der Wappenrolle von Mecklenburg-Vorpommern registriert.
Blasonierung: „In Grün ein liegender, mit der Krümme nach vorn und aufwärts gerichteter goldener Abtstab, begleitet: oben von drei (2:1) silbernen Apfelblüten mit goldenen Staubgefäßen, unten von einem sitzenden goldenen Hasen.“
Das Wappen wurde von dem Schweriner Heraldiker Karl-Heinz Steinbruch gestaltet.

Flagge der Gemeinde Sanitz

### Flagge
Die Flagge der Gemeinde ist gleichmäßig längsgestreift von Grün, Silber (Weiß) und Grün. In der Mitte des Flaggentuches liegt, auf jeweils die Hälfte der Höhe der grünen Streifen übergreifend, das Gemeindewappen, umgeben von einem silbernen (weißen) Bord, dessen Stärke ein Zwanzigstel der Höhe des Flaggentuches beträgt. Die Höhe des Flaggentuches verhält sich zur Länge wie 3:5.

### Partnergemeinde
Sanitz hat in Polen mit der Landgemeinde Świdwin (Schivelbein) in der Woiwodschaft Westpommern eine Partnergemeinde.

## Sehenswürdigkeiten

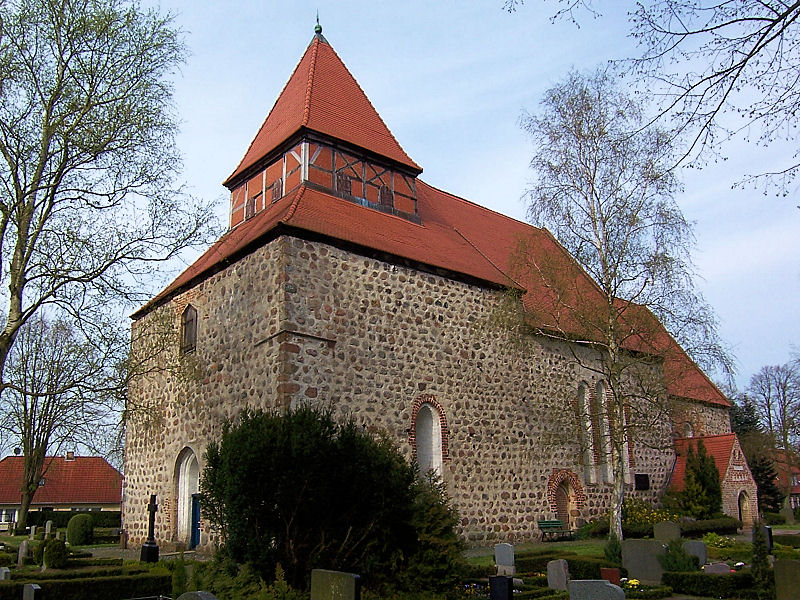
Dorfkirche Sanitz

- Dorfkirche Sanitz aus dem 13. Jahrhundert als romanisch/gotische Feldsteinkirche
- Pfarrhaus aus dem 18. Jahrhundert
- Gutshaus Teutendorf, klassizistisch, von um 1800

## Wirtschaft und Infrastruktur

### Wirtschaft
Größter Arbeitgeber in Sanitz ist die Bundeswehr mit der Flugabwehrraketengruppe 21.
In Groß Lüsewitz befindet sich das Institut für Züchtungsforschung landwirtschaftlicher Kulturen des Julius Kühn-Instituts (JKI), des Bundesforschungsinstituts für Kulturpflanzen.

### Verkehr
Durch Sanitz führt die Bundesstraße 110 zwischen Rostock und Demmin. Die nächstgelegene Autobahnanschlussstelle ist Sanitz an der A 20 (Rostock–Dreieck Uckermark).
Der Bahnhof Sanitz liegt an der Bahnstrecke Rostock–Tessin. Er wird von der Regionalbahnlinie RB 11 (Wismar–Rostock–Tessin) im Stundentakt bedient.

### Bildung
In der Gemeinde gibt es eine Grundschule, eine Regionalschule sowie ein Gymnasium.

### Soziales
In Sanitz gibt es eine Ortsgruppe des Verbandes Christlicher Pfadfinderinnen und Pfadfinder.

### Sport
Die Sportanlagen beherbergen verschiedene Vereine des Breitensports. Hervorzuheben sind die Fußballvereine TSV Eintracht Sanitz/Groß Lüsewitz und Union Sanitz 03, der Leichtathletikverein LAV Ribnitz-Damgarten/Sanitz sowie der Volleyballclub Sanitz.

## Persönlichkeiten

### Söhne und Töchter der Gemeinde
- Otto von Preen (1579–1634), Jurist und Hofbeamter, in Wehnendorf (heute Klein Wehnendorf) geboren
- Friedrich von Flotow (1812–1883), Komponist, in Teutendorf geboren
- Georg Sick (1861–1937), preußischer Oberst, in Teutendorf geboren
- Friedrich Mie (1865–1911), Althistoriker
- Helga Radtke (* 1962), Leichtathletin
- Ernst Alban (1791–1856), Arzt und Erfinder, gründete 1829 in Klein Wehnendorf bei Sanitz die erste Mecklenburger Maschinenbauanstalt

### Mit Sanitz verbundene Persönlichkeiten
- Gotthilf Ludwig Möckel (1838–1915), Architekt des Schlosses Groß Lüsewitz
- Karl Pinkpank (1884–1947), Imker, Lehrer in Sanitz
- Erich Auer (1902–1978), Widerstandskämpfer gegen den Nationalsozialismus, lebte in Groß Lüsewitz
- Rudolf Schick (1905–1969), Agrarwissenschaftler, Direktor des Instituts für Pflanzenzüchtung Groß Lüsewitz
- Gerhard Schmitt (1909–2000), Pfarrer in Sanitz
- Peter Schuhmann (* 1937), Pflanzenbauwissenschaftler am Institut für Kartoffelforschung Groß Lüsewitz
- Siegfried Wittenburg (* 1952), Fotograf und Autor
- Christian Zehe (* 1967), Reiter im Reit- und Fahrverein Groß Lüsewitz

## Sekundärliteratur
- Christiane Tichy: Hans Lembke und Rudolf Schick. Zwei Saatzüchter im Wandel (1919–1969). BoD, Norderstedt 2015, ISBN 978-3-7392-2167-0.